# Alpensaffierblauwtje
Het Alpensaffierblauwtje (Kretania trappi) is een vlinder uit de familie van de Lycaenidae. De wetenschappelijke naam is voor het eerst gepubliceerd in 1927 door Ruggero Verity.

## Verspreiding
De soort komt voor in het alpengebied van Frankrijk, Zwitserland en Italië.

## Waardplanten
De rups leeft op  Astragalus excapus.
1. ↑  (en) Alpensaffierblauwtje op de IUCN Red List of Threatened Species.